# Тартаульський яр
Тартаульський яр (рум. Râpa Tartaul, Tartaul de Salcie) — пам'ятка природи геологічного або палеонтологічного типу в Кагульському районі Республіки Молдова. Розташований за 0,5 км на північ від села Тартаул-де-Салчіє, на лівому березі річки Салчія-Міке. Має площу 2 га. Об’єкт перебуває у віданні мерії села Тартаул-де-Салчіє. 

## Опис
Місцеві жителі також називають яр «Яр Боєреску». Нижня частина зроблена з гравію. Перекритий шаром понтійських глин, над якими виявлено родовище вугілля з кристалами сірки. Далі йде алювій без ремінісценцій фауни, після чого бл. 2 м етулійних глин і на поверхні ділянку жовтуватого лесу, що досягає 6 м завтовшки. 

## Статус охорони
Постановою Ради Міністрів Молдавської РСР від 08.01.1975 р. № 5 об'єкт взято під охорону держави, а охоронний статус підтверджено Законом № 1538 від 25 лютого 1998 року про фонд природних територій, що охороняються державою. Землевласником пам’ятки природи на момент публікації Закону 1998 року було сільськогосподарське підприємство «Taraclia de Salcie», але пізніше передано мерії Тартаул-де-Сальчіє.
Геолого-палеонтологічна пам'ятка, хоч і малодосліджена, але має регіональне наукове значення та повчально-пізнавальне значення.
За станом на 2016 рік заповідна територія не має інформаційної дошки, а її межі не визначені, тому ділянка жодним чином не розмежована. Рекомендуються подальші дослідження.

## Галерея зображень

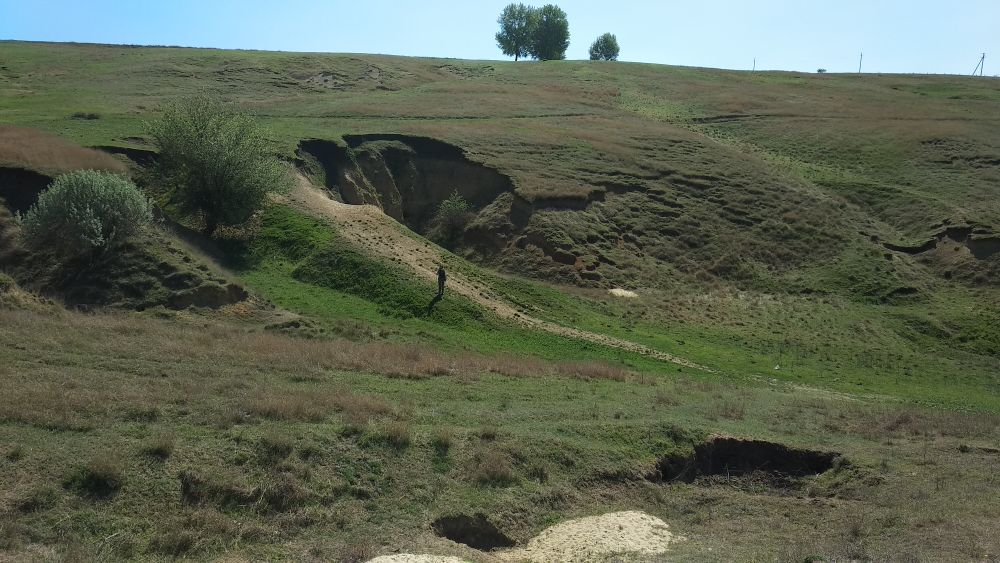
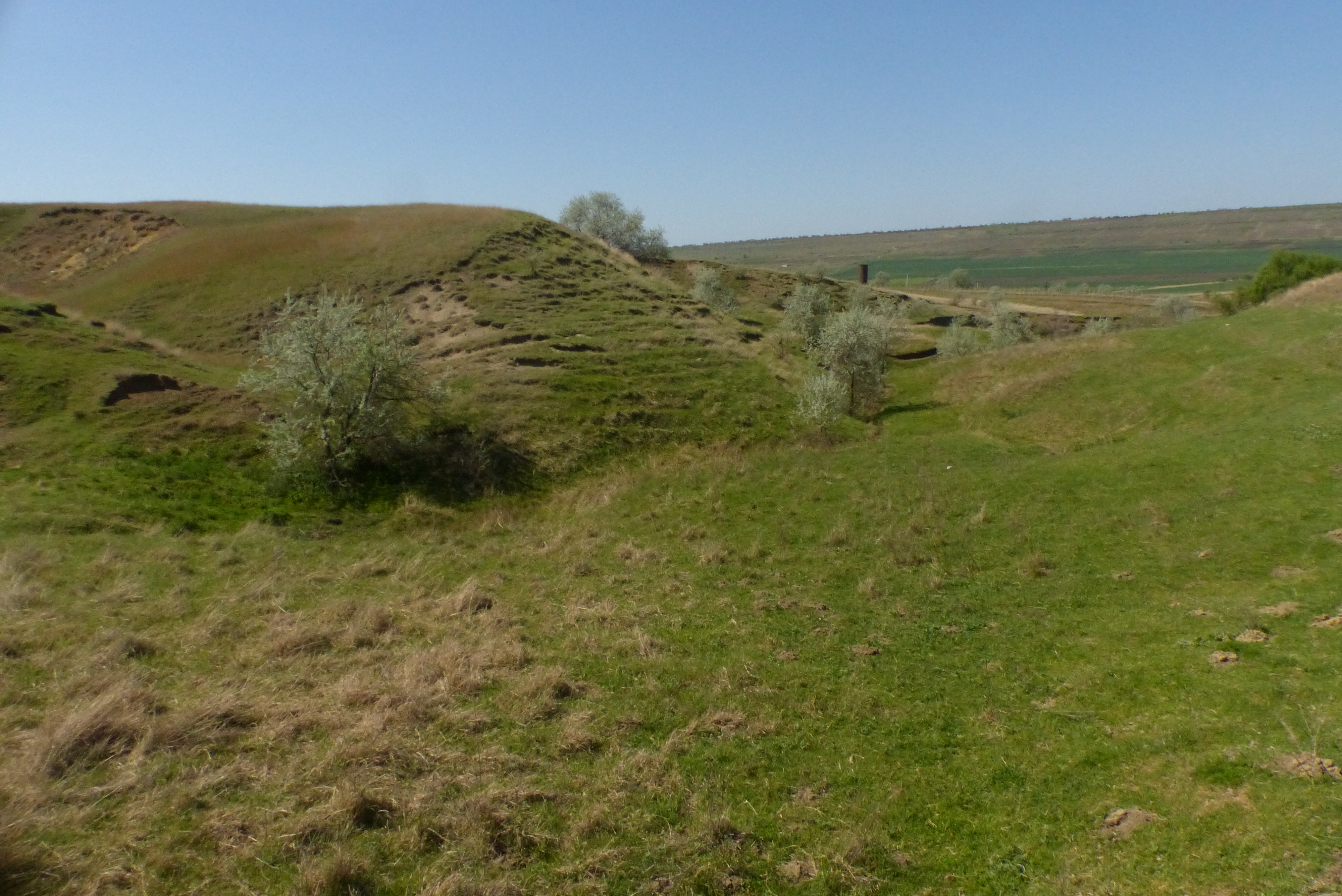
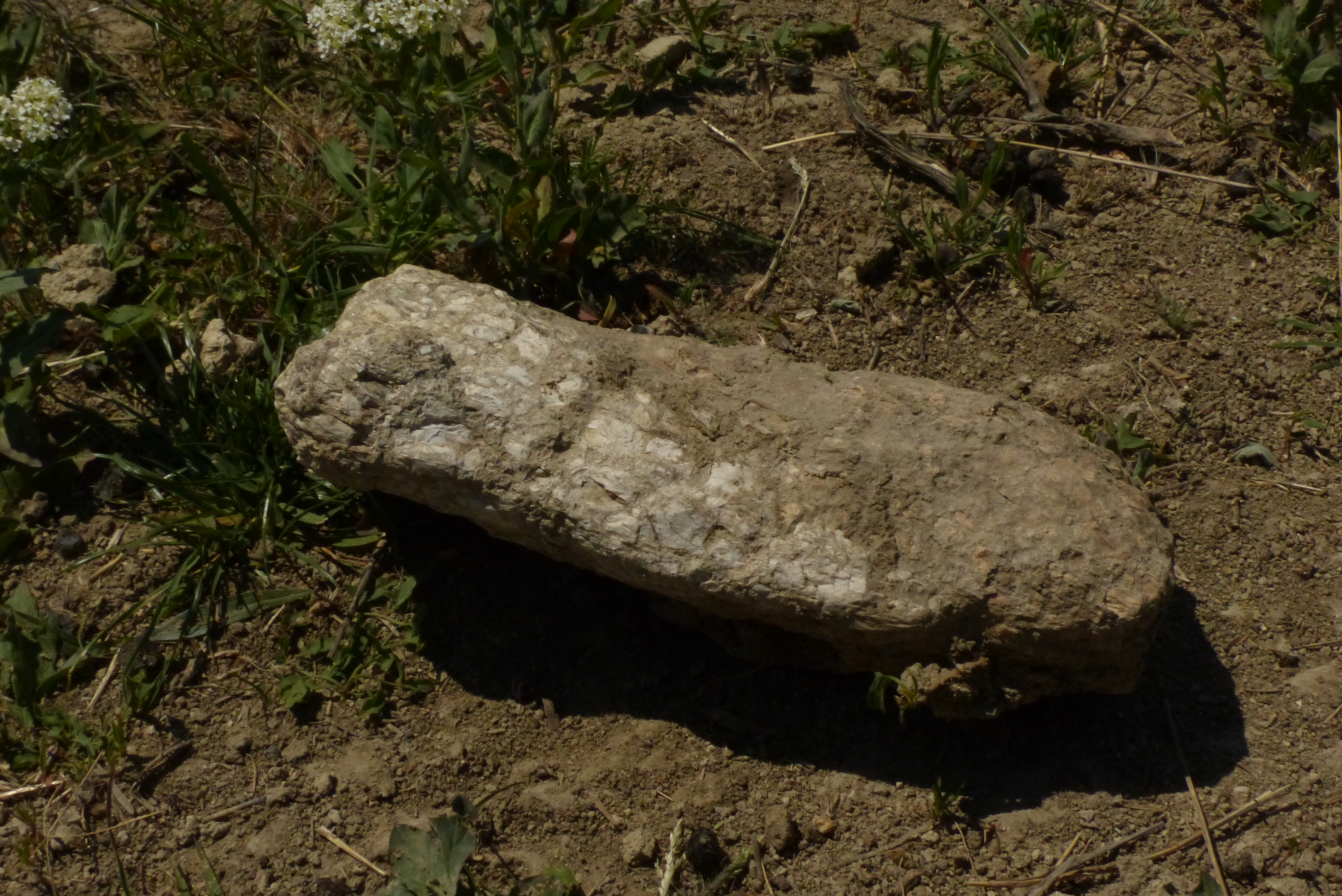